# Kaśka Sochacka
Kaśka Sochacka, właśc. Katarzyna Sochacka-Kasznia (ur. 15 kwietnia 1990 w Pradłach) – polska wokalistka, autorka tekstów piosenek i kompozytorka.

## Życiorys
Pochodzi z Pradeł w gminie Kroczyce, na terenie Jury Krakowsko-Częstochowskiej. Wychowywała się w muzykalnej rodzinie. Jej ojciec grał na gitarze, a matka Helena była opiekunką Zespołu Pieśni i Tańca „Ziemia Kroczycka”, w którym Katarzyna występowała wraz z rodzeństwem (bracia: Łukasz i Rafał oraz siostra Małgorzata).
Uczęszczała do II Liceum Ogólnokształcącego im. Heleny Malczewskiej w Zawierciu. Ukończyła studia na Uniwersytecie Ekonomicznym w Krakowie.

### Kariera muzyczna

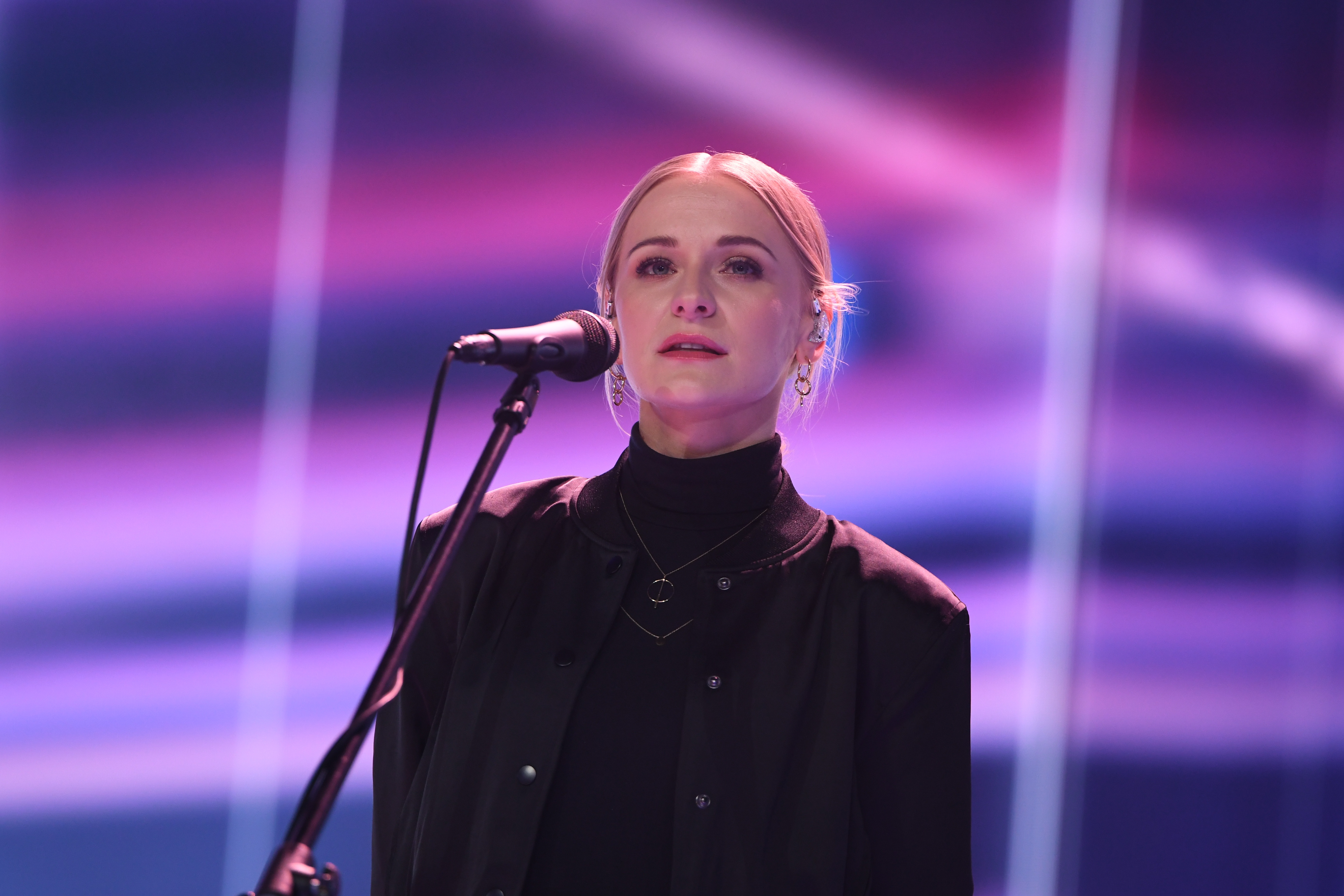
Kaśka Sochacka na Polsat SuperHit Festiwalu 2023

W 2010 roku wzięła udział w trzeciej edycji telewizyjnego talent show Mam talent!, gdzie zakwalifikowała się do finału. W 2013 zaprezentowała dwie swoje autorskie piosenki „Czasu części pierwsze” i „Drzazga”. W tym samym roku wzięła udział w programie „Przeszłość jest to dziś tylko cokolwiek dalej” w Teatrze Ludowym w Krakowie, benefisie Dariusza Domańskiego. Zaśpiewała wówczas piosenkę Marka Grechuty. Wystąpiła obok polskich artystów, takich jak Zbigniew Wodecki, Anna Szałapak, Joanna Słowińska, Franciszek Pieczka, Jan Nowicki, Barbara Krafftówna, Marta Stebnicka. W 2014 wzięła udział w siódmej edycji talent show Must Be the Music. Tylko muzyka, gdzie dotarła do półfinału. W 2017 wydała utwór pt. „Trochę tu pusto”, który dwa lata później został wykorzystany jako zapowiedź serialu obyczajowego telewizji Polsat – Zawsze warto.
W listopadzie 2019 nakładem wytwórni muzycznej Jazzboy Records ukazała się jej debiutancka EPka pt. Wiśnia. Tytułowa piosenka miała swoją premierę w audycji Piotra Stelmacha w radiowej Trójce, gdzie 17 stycznia 2020 zajęła pierwsze miejsce w 1981. notowaniu listy przebojów. Jesienią 2019 Sochacka wykonała ten utwór wspólnie z Kortezem w czasie jednego z jego koncertów. W 2021 jej nagranego rok wcześniej utworu „Jeszcze” użyto w czołówce serialu TVN – Tajemnica zawodowa.
26 marca 2021 Sochacka wydała debiutancki album studyjny pt. Ciche dni, który zajął 28. miejsce w rocznym podsumowaniu sprzedaży w Polsce. 26 listopada ukazał się jej drugi minialbum pt. Ministory.

## Dyskografia

### Albumy studyjne
| Rok  | Dane dot. albumu                                                                                        | Najwyższa pozycja na liście | Certyfikat                | Sprzedaż       |
| Rok  | Dane dot. albumu                                                                                        | POL                         | Certyfikat                | Sprzedaż       |
| ---- | --- | --------------------------- | ------------------------- | -------------- |
| 2021 | Ciche dni - Wydany: 26 marca 2021 - Wytwórnia: Jazzboy Records - Format: CD, digital download, winyl    | 5                           | - POL: 3× platynowa płyta | - POL: 90 000+ |
| 2024 | Ta druga - Wydany: 15 listopada 2024 - Wytwórnia: Jazzboy Records - Format: CD, digital download, winyl | 1                           | - POL: platynowa płyta    | - POL: 30 000+ |

### Minialbumy
| Rok                                                     | Dane dot. albumu | Najwyższa pozycja na liście | Certyfikat                | Sprzedaż       |
| Rok                                                     | Dane dot. albumu | POL                         | Certyfikat                | Sprzedaż       |
| ------------------------------------------------------- | --- | --------------------------- | ------------------------- | -------------- |
| 2019                                                    | Wiśnia - Wydany: 9 grudnia 2019 - Wytwórnia: Jazzboy Records - Format: CD, digital download                                           | –                           |                           |                |
| 2021                                                    | Ministory - Wydany: 26 listopada 2021 - Wytwórnia: Jazzboy Records - Format: CD, digital download, winyl                              | 13                          | - POL: 2× platynowa płyta | - POL: 60 000+ |
| 2025                                                    | Tylko haj (oraz Dawid Podsiadło) - Wydany: 6 czerwca 2025 - Wytwórnia: Sony Music Entertainment Poland - Format: CD, digital download | 1                           |                           |                |
| „–” oznacza, że album nie był notowany na danej liście. | |                             |                           |                |

### Single
Jako główna artystka
| Rok | Tytuł                                                                                    | Najwyższe pozycje na listach | Najwyższe pozycje na listach | Najwyższe pozycje na listach | Najwyższe pozycje na listach | Certyfikat                | Album                                       |
| Rok | Tytuł                                                                                    | POL (airplay)                | POL (streaming)              | POL (Billboard)              | SLiP                         | Certyfikat                | Album                                       |
| --- | ---------------------------------------------------------------------------------------- | ---------------------------- | ---------------------------- | ---------------------------- | ---------------------------- | ------------------------- | ------------------------------------------- |
| 2017 | „Trochę tu pusto”                                                                        | –                            | X                            | X                            | 35                           | - POL: platynowa płyta    | Ciche dni (edycja specjalna)                |
| 2019 | „Zachody”                                                                                | –                            | X                            | X                            | –                            |                           | Ciche dni (edycja specjalna)                |
| 2019 | „Wiśnia (Live)” (gościnnie: Kortez)                                                      | –                            | X                            | X                            | –                            |                           | Wiśnia                                      |
| 2020 | „Jeszcze”                                                                                | –                            | X                            | X                            | –                            | - POL: platynowa płyta    | Ciche dni                                   |
| 2021 | „Ciche dni”                                                                              | –                            | X                            | X                            | 25                           | - POL: diamentowa płyta   | Ciche dni                                   |
| 2021 | „Boję się o Ciebie” (gościnnie: Vito Bambino)                                            | –                            | X                            | X                            | 25                           | - POL: 2× platynowa płyta | Ciche dni                                   |
| 2021 | „Z soboty na niedzielę”                                                                  | –                            | X                            | X                            | 29                           | - POL: złota płyta        | Ciche dni                                   |
| 2021 | „Niebo było różowe”                                                                      | –                            | X                            | X                            | 21                           | - POL: diamentowa płyta   | Ministory                                   |
| 2022 | „Dla mnie to już koniec” (oraz Kortez)                                                   | –                            | X                            | –                            | –                            | - POL: platynowa płyta    | Ministory                                   |
| 2022 | „Spaleni słońcem”                                                                        | –                            | X                            | –                            | 10                           | - POL: platynowa płyta    | Ministory                                   |
| 2023 | „Madison”                                                                                | –                            | 44                           | –                            | 1                            | - POL: 2× platynowa płyta | Ta druga                                    |
| 2023 | „Całkiem nowa bajka” (oraz Ralph Kaminski, Brodka, Artur Rojek, Igo, Bedoes 2115, Sokół) | 3                            | 4                            | 3                            | 1                            | - POL: diamentowa płyta   | Akademia pana Kleksa (ścieżka dźwiękowa)    |
| 2024 | „Szum”                                                                                   | 6                            | 14                           | 15                           | 2                            | - POL: 2× platynowa płyta | Ta druga                                    |
| 2024 | „Zdjęcia”                                                                                | –                            | –                            | –                            | –                            |                           | Ta druga                                    |
| 2024 | „Komary”                                                                                 | –                            | 53                           | –                            | 5                            |                           | Ta druga                                    |
| 2024 | „Strona B”                                                                               | –                            | –                            | –                            | –                            |                           | Ta druga / Światłoczuła (ścieżka dźwiękowa) |
| 2025 | „Spokojnie”                                                                              | 42                           | –                            | –                            | –                            |                           | Ta druga                                    |
| 2025 | „Nadprzestrzenie” (oraz Dawid Podsiadło)                                                 | –                            | 13                           | 12                           | –                            |                           | Tylko haj                                   |
| 2025 | „Samoloty” (oraz Dawid Podsiadło)                                                        | 2                            | 7                            | 4                            | 1                            |                           | Tylko haj                                   |
| „–” oznacza, że singel nie był notowany na danej liście. „X” oznacza, że lista nie istniała w danym okresie. |                                                                                          |                              |                              |                              |                              |                           |                                             |

Single promocyjne
| Rok | Tytuł      | Najwyższe pozycje na listach | Najwyższe pozycje na listach | Najwyższe pozycje na listach | Certyfikat                | Album    |
| Rok | Tytuł      | POL (streaming)              | LP3                          | SLiP                         | Certyfikat                | Album    |
| --- | ---------- | ---------------------------- | ---------------------------- | ---------------------------- | ------------------------- | -------- |
| 2019 | „Wiśnia”   | X                            | 1                            | 32                           | - POL: 3× platynowa płyta | Wiśnia   |
| 2020 | „Śnie”     | X                            | X                            | 38                           | - POL: platynowa płyta    | Wiśnia   |
| 2025 | „Wszystko” | 98                           | X                            | –                            |                           | Ta druga |
| „–” oznacza, że singel nie był notowany na danej liście. „X” oznacza, że lista nie istniała w danym okresie. |            |                              |                              |                              |                           |          |

Inne notowane lub certyfikowane utwory
| Rok                                                 | Tytuł                                    | Najwyższa pozycja na liście | Certyfikat             | Album     |
| Rok                                                 | Tytuł                                    | POL (streaming)             | Certyfikat             | Album     |
| --------------------------------------------------- | ---------------------------------------- | --------------------------- | ---------------------- | --------- |
| 2021                                                | „Nie było Cię”                           | X                           | - POL: złota płyta     | Ciche dni |
| 2021                                                | „Spędź ze mną trochę czasu jeszcze”      | X                           | - POL: złota płyta     | Ciche dni |
| 2021                                                | „Sukienka”                               | X                           | - POL: platynowa płyta | Ministory |
| 2021                                                | „Tańcz”                                  | X                           | - POL: złota płyta     | Ministory |
| 2021                                                | „Zostaję przy tym, co już znam”          | X                           | - POL: złota płyta     | Ministory |
| 2022                                                | „Ostatnia prosta” (projekt Albo Inaczej) | X                           | - POL: złota płyta     | –         |
| 2025                                                | „Boysboysboys” (oraz Dawid Podsiadło)    | 61                          |                        | Tylko haj |
| 2025                                                | „Mosty” (oraz Dawid Podsiadło)           | 39                          |                        | Tylko haj |
| 2025                                                | „Tylko haj” (oraz Dawid Podsiadło)       | 52                          |                        | Tylko haj |
| 2025                                                | „W kilometrach” (oraz Dawid Podsiadło)   | 27                          |                        | Tylko haj |
| „X” oznacza, że lista nie istniała w danym okresie. |                                          |                             |                        |           |

## Nagrody i nominacje
| Rok  | Konkurs        | Kategoria                          | Rezultat  | Źródło |
| ---- | -------------- | ---------------------------------- | --------- | ------ |
| 2022 | Fryderyki 2022 | Album roku indie pop (Ciche dni)   | Wygrana   | [ 39 ] |
| 2022 | Fryderyki 2022 | Fonograficzny debiut roku          | Wygrana   | [ 39 ] |
| 2022 | Fryderyki 2022 | Kompozytor roku                    | Nominacja | [ 39 ] |
| 2022 | Fryderyki 2022 | Artystka roku                      | Nominacja | [ 39 ] |
| 2023 | Fryderyki 2023 | Nowe wykonanie („Ostatnia prosta”) | Wygrana   | [ 40 ] |
| 2023 | Fryderyki 2023 | Artystka roku                      | Nominacja | [ 40 ] |
| 2024 | Fryderyki 2024 | Nagranie koncertowe (Live)         | Nominacja | [ 41 ] |
| 2024 | Fryderyki 2024 | Artystka roku                      | Nominacja | [ 41 ] |
| 2025 | Fryderyki 2025 | Album roku pop (Ta druga)          | Wygrana   | [ 42 ] |
| 2025 | Fryderyki 2025 | Singiel roku pop („Szum”)          | Wygrana   | [ 42 ] |